# Golzheimer Siedlung

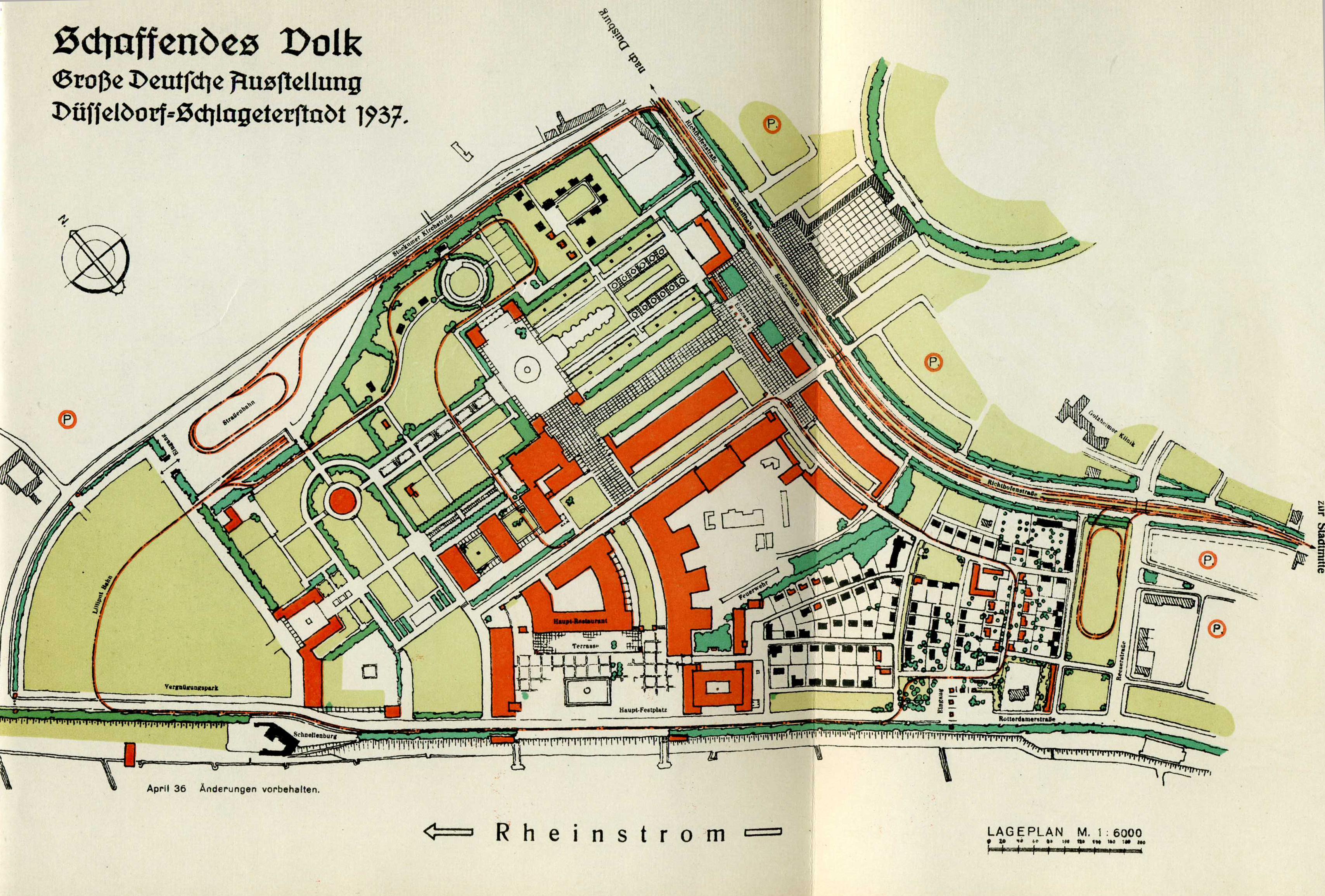
Karte der Reichsausstellung Schaffendes Volk 1937, im Süden der „Schlageter-Stadt“ am Rheinufer die Golzheimer Siedlung, damals „Schlageter-Siedlung“ genannt

Die Golzheimer Siedlung ist ein Wohngebiet in Düsseldorf-Golzheim. Ab 1935 als Schlageter-Siedlung geplant, ist sie eine Mustersiedlung aus der Zeit des Nationalsozialismus. Begrenzt von der Rotterdamer Straße als Uferstraße am Rhein, dem Nordpark Düsseldorf, der Kaiserswerther Straße und der Reeser Straße entstand die Siedlung bis 1937 im Zusammenhang mit der Reichsausstellung Schaffendes Volk. Als Denkmalbereich unterliegt sie seit 2014 dem Ensembleschutz des Denkmalschutzgesetzes Nordrhein-Westfalen.

## Geschichte

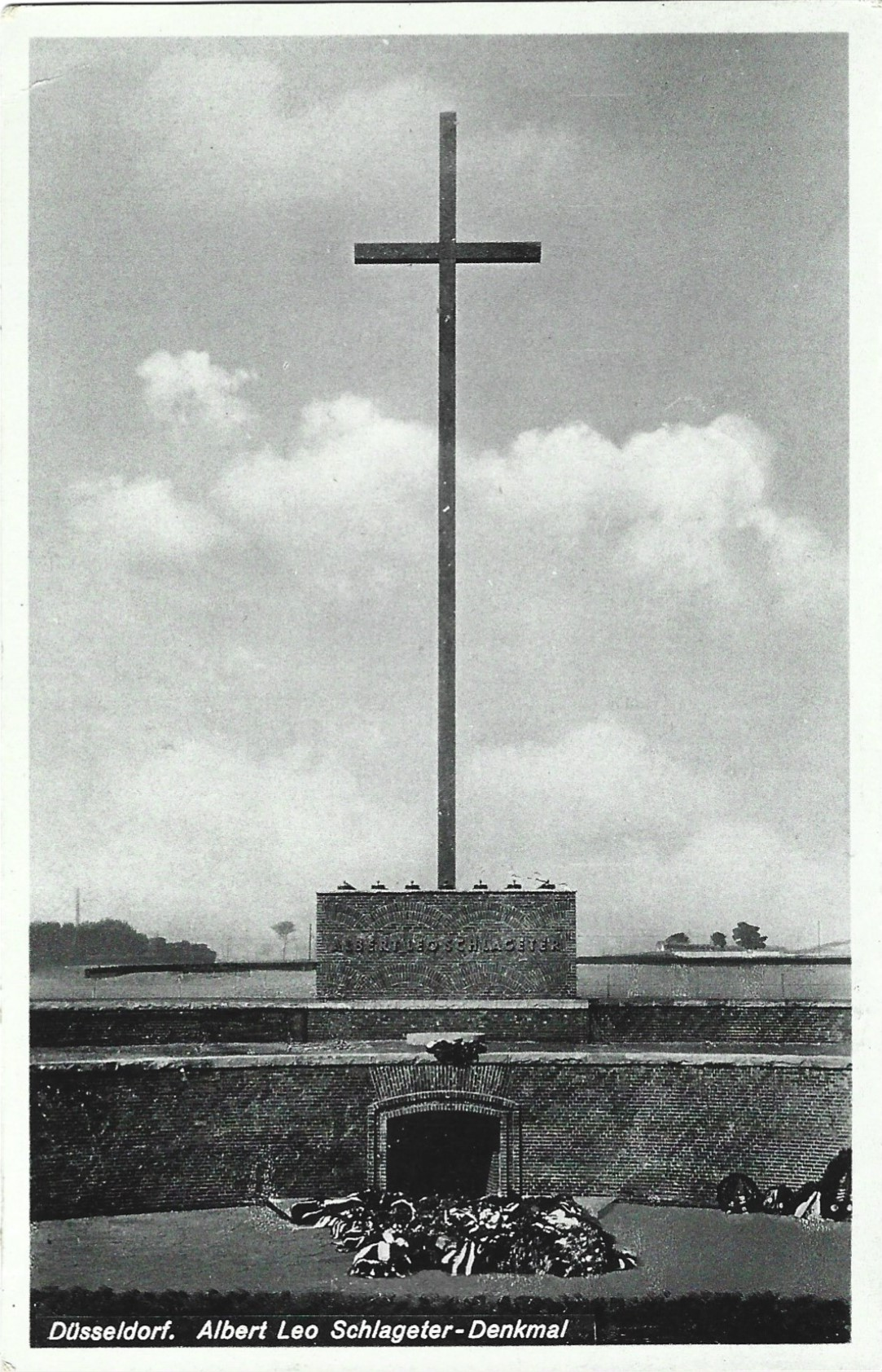
Schlageter-Nationaldenkmal, Postkartenansicht

Im Norden der Stadt Düsseldorf, auf der Golzheimer Heide, entstand 1931 nach Entwürfen des Bildhauers und Architekten Clemens Holzmeister ein später Schlageter-Nationaldenkmal genanntes Monument, das an den hingerichteten Aktivisten Albert Leo Schlageter erinnerte. Dieser hatte gegen die französisch-belgische Ruhrbesetzung Anschläge durchgeführt. 1923 war er von einem französischen Militärgericht wegen Spionage und Sabotage zum Tode verurteilt und auf der Golzheimer Heide hingerichtet worden. Anfangs ein Projekt der Erinnerungskultur eines nationalkonservativen Kreises um den Politiker Ernst Wilms, wurde das Denkmal zunehmend von der NS-Propaganda instrumentalisiert.
Anknüpfend an das Denkmal ließ Hartmann Lauterbacher, Obergebietsführer West, Hitlerjugend-Stabsführer und Stellvertreter des Reichsjugendführers Baldur von Schirach, nach der Machtergreifung, im Mai 1934, einen Architekturwettbewerb für die Gestaltung eines Gemeinschaftshauses und einer Führerschule der Hitlerjugend in Verbindung mit der Planung eines „Schlageter-Hains“ auf der Golzheimer Heide ausschreiben. Gefragt war dabei auch die Erstellung eines städtebaulichen Gesamtentwurfs, in den die Gestaltung eines Aufmarschgeländes für 300.000 Personen und eine „Thingstätte“ für 100.000 Personen, eines künftigen Ausstellungsgeländes von rund 70 Hektar und eines „Stadionparks“ von 65 Hektar einschließlich des vorhandenen Rheinstadions einzubeziehen waren. Ferner umfasste das Bauprogramm die Planung und Berücksichtigung von Verkehrsstraßen, Parkplätzen, Straßenbahnen, Anlagen des Wasserverkehrs, des Landschaftsbildes und des in der Nähe liegenden Flughafens. Auch auf eine geplante neue Rheinbrücke stromabwärts wies das Programm hin. Mit folgenden Worten stimmte es die sich beteiligenden Architekten auf die Planungsaufgabe ein:

„Zwischen dem Schlageterkreuz und dem Rheinstrom soll in einer Länge von 1½ km die gewaltige Anlage — das Schlageter-Forum — erstehen. In Anlehnung an die historische Richtstätte, an der Stelle, wo Blut und Opfer der deutschen Jugend zum Symbol der deutschen Freiheit wurde, soll, in Verbindung mit dem deutschen Schicksalsstrom, das Forum der geistigen und körperlichen Schulung der deutschen Jugend aufgebaut werden. Der tragische Charakter des Blutopfers Schlageter verlangt für die Anlage eine außergewöhnliche Gestaltung. Die Formen einer akademischen Garten- und Friedhofskunst sind abzulehnen. Der westdeutsche Schicksalsraum ist ausgefüllt von einem heroischen Ringen um Deutschlands Strom. Schlageter lebte und starb in herber Schlichtheit und einfacher Größe.“

Die Jury des Wettbewerbs, der unter anderem Peter Grund, Professor und Direktor der Kunstakademie Düsseldorf sowie Leiter der Landesstelle Rheinland der Reichskammer der bildenden Künste in Düsseldorf, und der NSDAP-Architekt Albert Speer angehörten, zeichneten die Pläne von Erich zu Putlitz, von Karl Wach und Heinrich Rosskotten sowie von Kurt Marohn und Werner Gabriel (1906–1998) mit je einem ersten Preis aus. Angekauft wurden die Entwürfe von Heinrich Timmermann, Sepp Spannmacher, Wilhelm Seidensticker und Hans Wende sowie Franz Roeckle. Weitere Architekten, die sich beteiligt hatten, waren Helmut Hentrich und Hans Heuser, Hans Junghanns, Ingo Beucker, Walter Köngeter, Walter Furthmann und Theo Pabst.
Durch den Wettbewerb entwickelten sich die planerischen Vorstellungen in der Weise fort, dass in der Folgezeit von der Planung einer „Schlageterstadt“ gesprochen wurde. Damit wurde eine großmaßstäbliche städtebauliche Neuordnung des Nordens der Stadt Düsseldorf bezeichnet, deren Konzeption Friedrich Karl Florian, der Leiter des Gaus Düsseldorf, in die Hände von Peter Grund legte, welcher 1935 zum NSDAP-Referenten für Städtebau aufstiegen war. Obwohl die von Grund weiter entwickelten Pläne eines „Schlageterforums“ von Adolf Hitler genehmigt worden waren, wurden sie aus finanziellen Gründen nie verwirklicht. Daher verfolgten Grund und die Gauleitung ab 1935 den Ansatz, einen Teil der Planungen im Rahmen einer Industrie- und Gewerbemesse zu verwirklichen. Als Reichsausstellung Schaffendes Volk kam so – unter staatlicher Aufsicht des Werberats der deutschen Wirtschaft – bis 1937 eine großräumige städtebauliche Anlage zustande, die das Schlageter-Nationaldenkmal als Anknüpfungs- und Blickpunkt einer Monumentalachse bis zum Rhein auffasste.

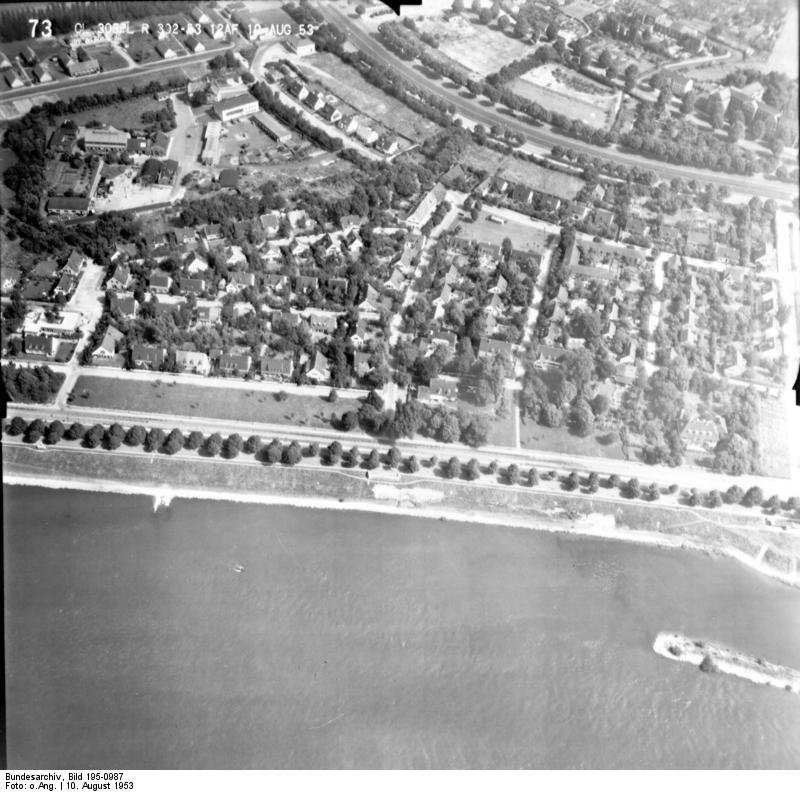
Luftbild der Golzheimer Siedlung, 1953

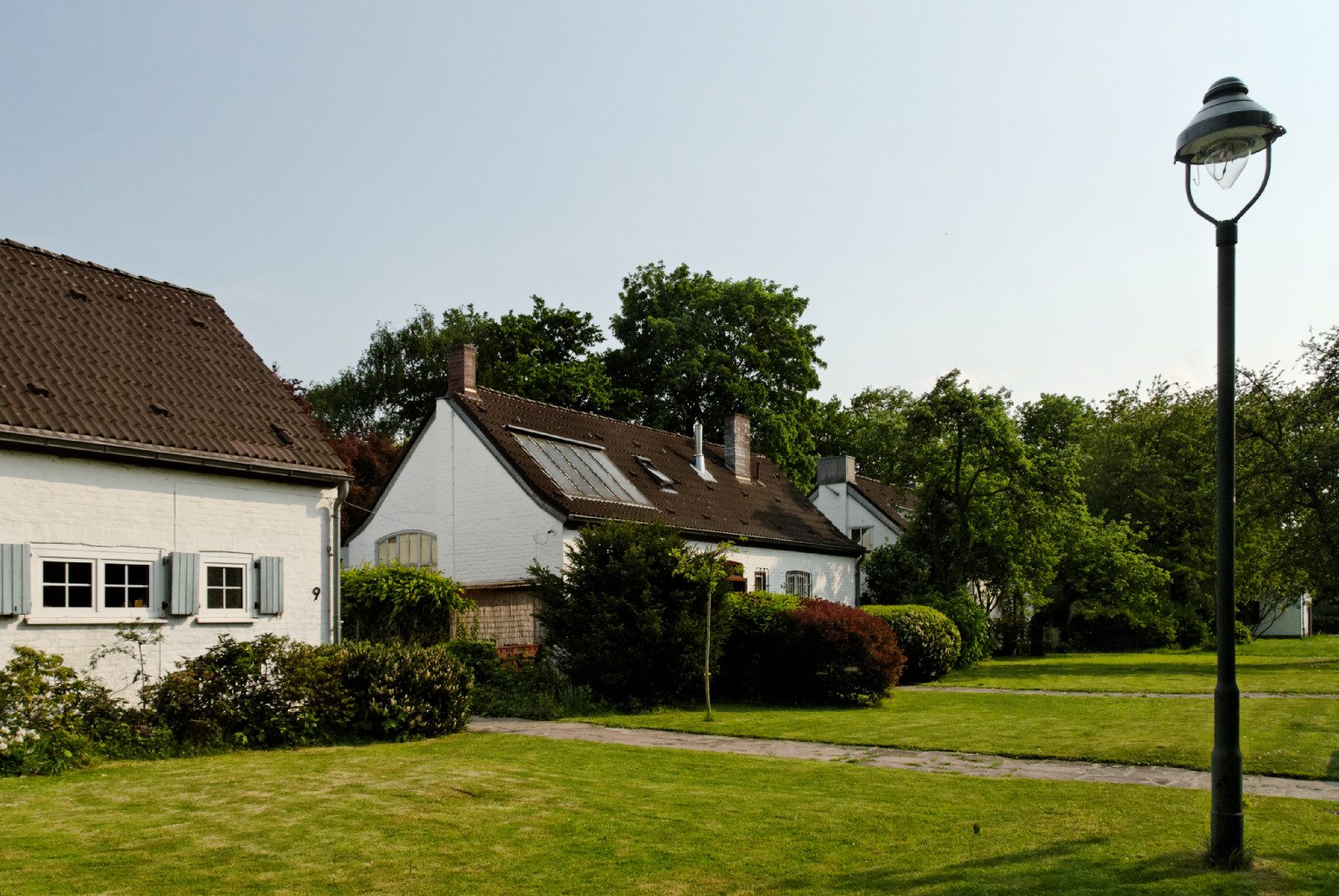
Wohnhäuser an der Franz-Jürgens-Straße mit zusammenhängenden Rasenflächen als gemeinsame Vorgartenzone

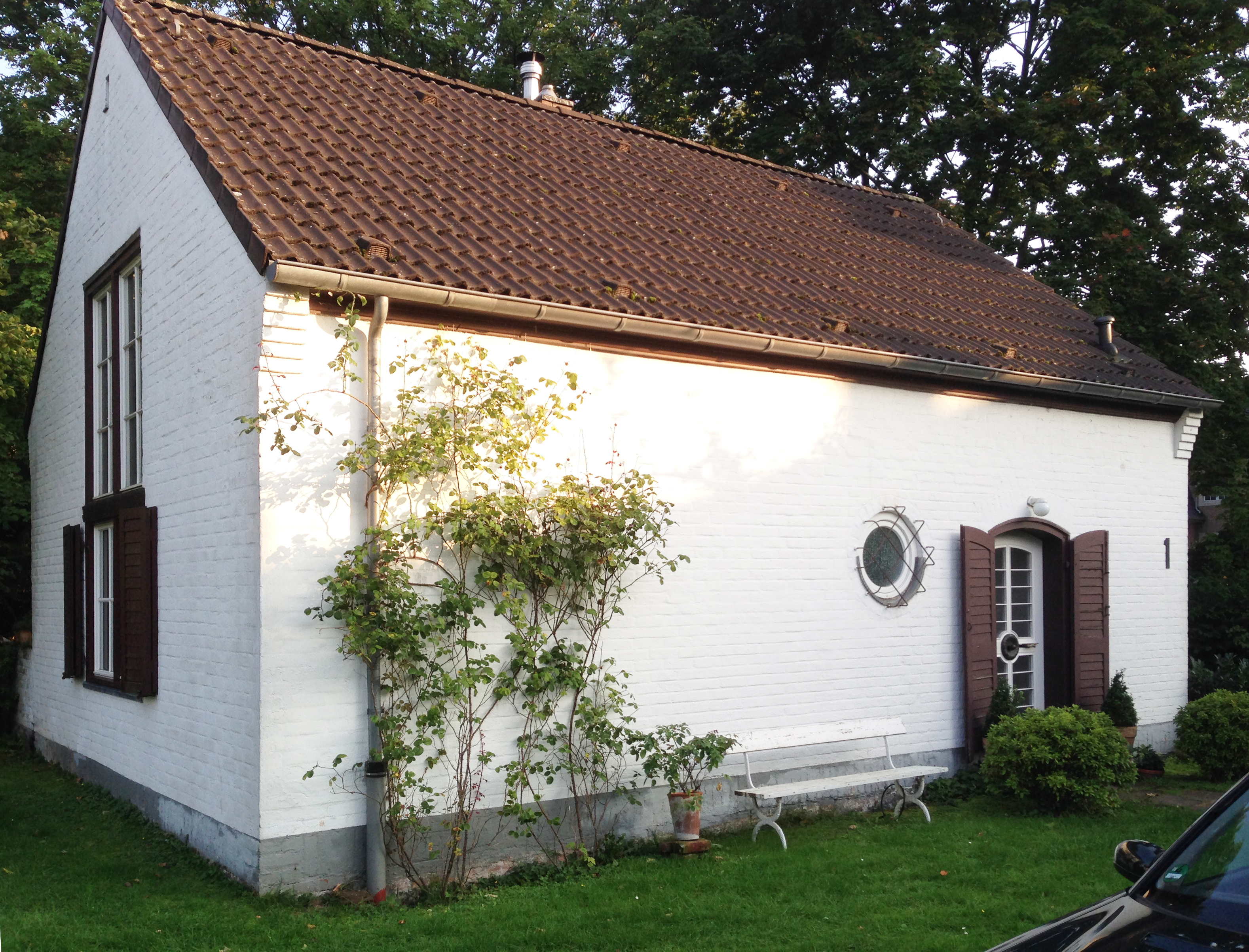
Wohnhaus Franz-Jürgens-Straße 1, Architekt Peter Dierichsweiler

Den Mittelpunkt der „Schlageter-Stadt“ bildete das Reichsausstellungsgelände mit Hallen, Gartenbauausstellung und Vergnügungspark. Im Weiteren sah Grunds Konzept Mustersiedlungen nach der Idee der Gartenstadt vor. Zu den Personen, die bei Grunds architektonischer Oberleitung der Ausstellungs- und Siedlungsplanung mitwirkten, gehörten der Architekt Winfried Wendland und der Gartenarchitekt Alwin Seifert. Eingebettet waren die Planungen außerdem in das Thema „Deutscher Lebensraum“ einer Ausstellung zum Siedlungswesen, die unter wissenschaftlicher Leitung von Gustav Langen in Halle 35 der Reichsausstellung die Kleinstadt als nationalsozialistisches Ideal der Wirtschafts- und Gesellschaftsordnung propagierte. Neben der Wilhelm-Gustloff-Siedlung im Norden, dem Prototyp einer nationalsozialistischen Arbeitersiedlung mit Kleinhäusern des Reichsheimstättenamts, sollte für eine gehobene Schicht im Süden unter Beteiligung des Deutschen Werkbunds eine „Schlageter-Siedlung“ entstehen, auf nunmehr städtischen Flächen der seit 1932 leerstehenden Villa Leiffmann, die dem Urologen Peter Janssen, einem Erben Moritz Leiffmanns, zu einem günstigen Preis abgekauft worden war und bald danach abgerissen wurde. Geplant waren hier eingeschossige Einzelwohnhäuser im „niederrheinischen Stil“ einer Heimatschutzarchitektur, die das Bild eines beschaulichen Villenvorortes abgeben sollten. Die Ausführungsplanungen der vorgegebenen Architektursprache – Bauten mit Lochfassaden aus weiß geschlämmtem Ziegelmauerwerk und mit Satteldächern aus grau-braunen Hohlpfannen in einer Neigung von 40–50 Grad – übernahmen neben Grund unter anderem die Architekten Ingo Beucker, Peter Dierichsweiler, Wilhelm Elmpt, Helmut Hentrich, Hans Junghanns, Walter Köngeter, Hans Heinz Lüttgen, Wilhelm Mohr, Ernst Petersen, Klaus Reese, Franz Schneider und Heinz Thoma.
Da im Zuge der Reichsausstellung die sogenannte Neue Kunstakademie mit 52 Künstlerwohnungen und Ateliers zugunsten von Ausstellungshallen überplant worden war, wurde in der „Schlageter-Siedlung“ nach einem Entwurf von Hans Junghanns das Atelierhaus für „junge noch unverheiratete Maler und Bildhauer“ errichtet. Neben diesem Bau waren an der heutigen Franz-Jürgens-Straße (1936 Sodenstraße, ab 1937 Ernst-Schwarz-Straße) weitere Atelierwohnhäuser für Künstler gruppiert. Später bekam dieser Bereich der „Schlageter-Siedlung“, der seit seiner Entstehung eine Künstlerkolonie beheimatet und an den sich südlich in einem Grünzug das Kriegerdenkmal des Niederrheinischen Füsilier-Regiment Nr. 39 sowie die 1926 errichtete Villa Rotterdamer Straße 65 des Architekten Josef Kleesattel anschließen, die Bezeichnung „Künstlersiedlung Golzheim“.
Nach dem Zweiten Weltkrieg wurde die Siedlung in angepasster Architektur und unter Beibehaltung der grundsätzlichen Vorgaben erweitert, so dass noch ein relativ einheitliches Erscheinungsbild vorherrscht. Um dieses Erscheinungsbild zu schützen, wurde 2014 über den Denkmalschutz einzelner Baudenkmale hinaus per Satzung ein Denkmalbereich festgelegt, in dem Maßnahmen, die das Erscheinungsbild berühren, erlaubnispflichtig sind. Das Verwaltungsgericht Düsseldorf entschied im November 2023, dass eine Photovoltaikanlage auf einem Hausdach errichtet werden darf.